# Dario Saavedra
Dario Saavedra (eigentlich Daan Samuels), (* 14. April 1876 Paramaribo, Suriname; † 2. September 1909 an Bord des Dampfschiffs Willem II) war ein surinamischer Pianist und Komponist.

## Leben und Wirken
Daan Samuels nahm aus unbekannten Gründen den Namen Dario Saavedra an. Seine erste Ausbildung bekam er bei Johannes Nicolaas Helstone an der Musikschule in Paramaribo/Suriname. Der empfahl ihm, seine Ausbildung in Europa zu vertiefen. Saavedra ging daraufhin zunächst in die Niederlande und anschließend nach Leipzig, wo er ab 1899 bei Carl Reinecke am Leipziger Konservatorium studierte. Nach seinem Abschluss in Leipzig folgten Studien in Berlin bei  James Kwast am Stern’schen Konservatorium und bei Martha Remmert an der Franz-Liszt-Akademie. Saavedra konzertierte in fast allen Hauptstädten Europas und unternahm Tourneen in Europa und in der Karibik. In Paramaribo wurde ihm im Namen der surinamischen Bevölkerung eine Goldmedaille verliehen.
Eine Erkrankung veranlasste ihn am 20. August 1909, in sein Heimatland zu reisen. Auf der Reise verstarb er an Bord des Dampfschiffs Willem II. Seine sterblichen Überreste wurden am 10. September 1909 in Suriname beigesetzt.

## Werke
Saavedra komponierte Werke für Klavier, darunter Sonaten und Variationen (einschließlich surinamischer Volkslieder) sowie Genre-Stücke und Lieder für Sopran, Bariton, Männer- und gemischten Chor.